# Hierodula multispina
Hierodula multispina es una especie de mantis de la familia Mantidae.

## Distribución geográfica
Se encuentra en la China.